# 하트퍼드 (하트퍼드셔주)

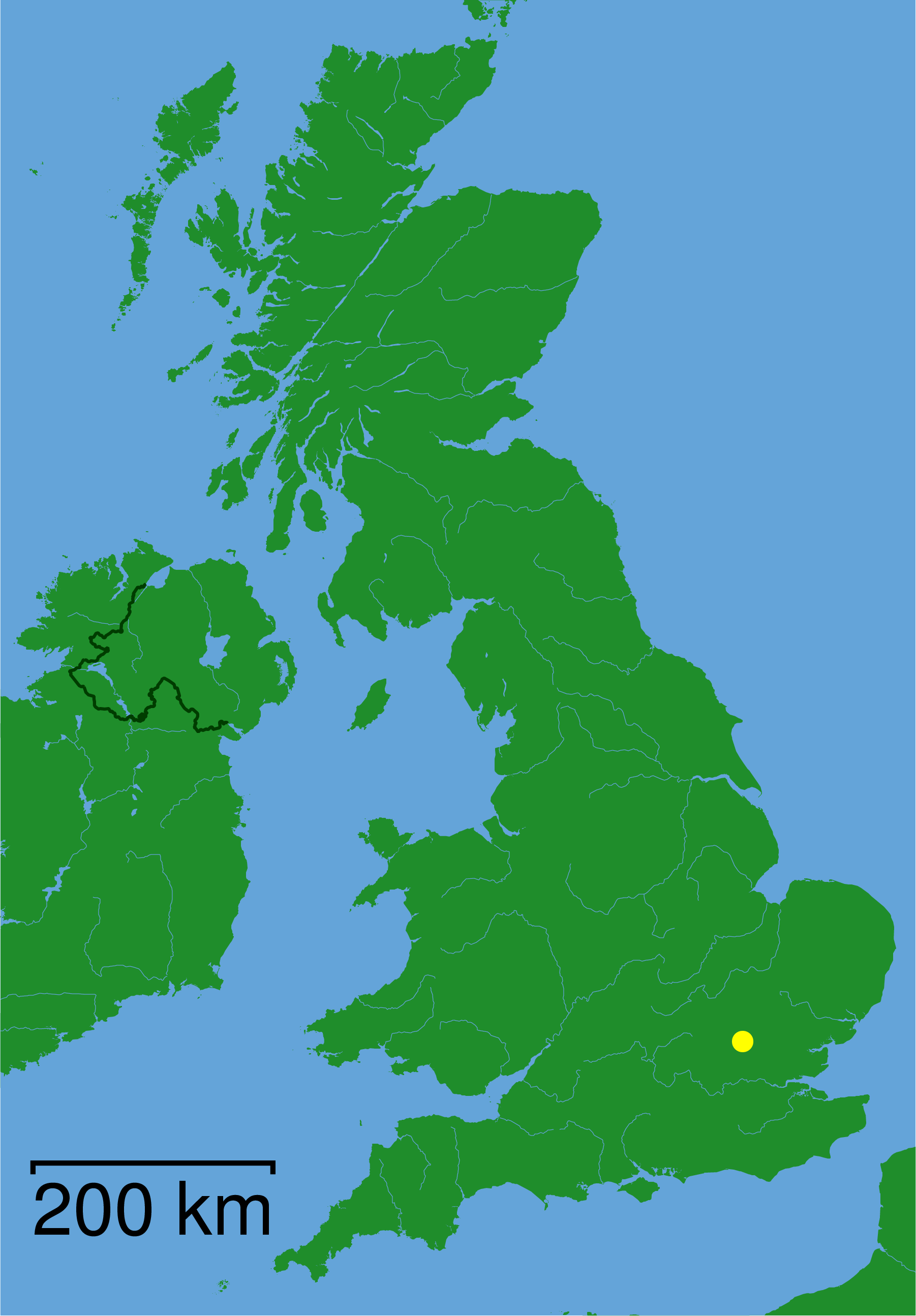
하트퍼드의 위치

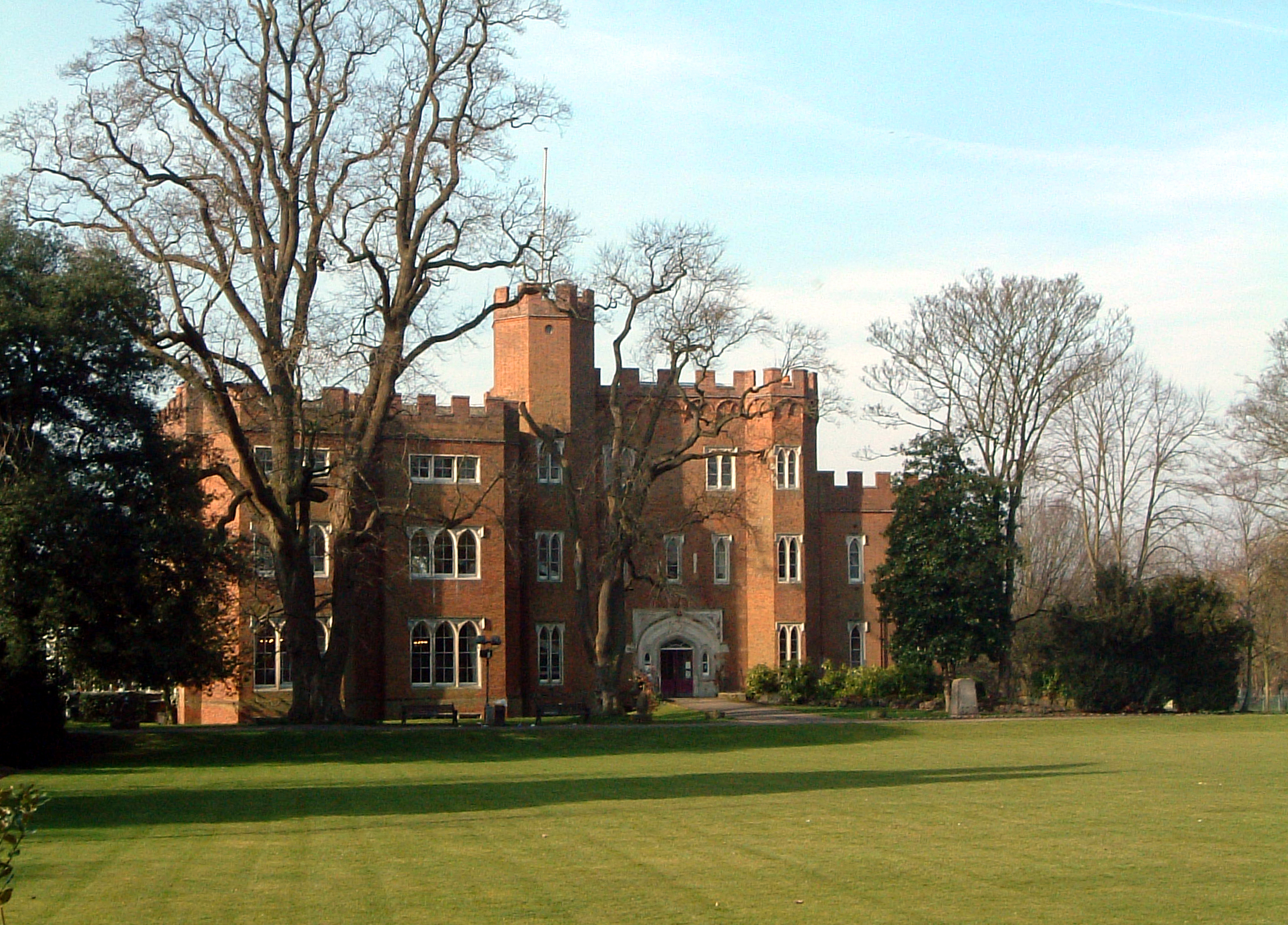
하트퍼드 성

허트포드(영어: Hertford)는 영국 잉글랜드 허트포드셔 주의 주도이다. 2011년 조사 인구는 약 26,000명이다.